# Protmesibasis devexa
Protmesibasis devexa is een insect uit de familie van de vlinderhaften (Ascalaphidae), die tot de orde netvleugeligen (Neuroptera) behoort. 
Protmesibasis devexa is voor het eerst wetenschappelijk beschreven door Tjeder in 1992.